# Augusto Bracet
Augusto Bracet (Rio de Janeiro, 14 de agosto de 1881 — Rio de Janeiro, 1960) foi um pintor, desenhista e professor brasileiro.

## Biografia
Formou-se na Escola Nacional de Belas Artes (ENBA). Foi discípulo dos pintores Zeferino da Costa, Daniel Bérard, Rodolpho Amoêdo, e Baptista da Costa.
Bracet dedicou-se à paisagem, à figura humana e eventualmente a temas históricos.
Em 1911, ganhou o Prêmio de Viagem ao Estrangeiro e fixou-se na Itália e na França, estudando com Morelli e Louis Billoul.
Voltou ao Brasil em 1914 e, em 1926, Bracet foi nomeado professor interino de Pintura na Escola Nacional de Belas Artes e efetivado no ano seguinte.
Foi diretor interino da Escola entre 1938 e 1945 e diretor efetivo de 1945 a 1948.

## Obras principais
- A traição de Judas
- Lindóia
- Primeiros Sons do Hino Nacional (Museu Histórico Nacional)